# Ceralocyna parkeri
Ceralocyna parkeri är en skalbaggsart som först beskrevs av Chemsak 1964.  Ceralocyna parkeri ingår i släktet Ceralocyna och familjen långhorningar. Inga underarter finns listade.